# Joystick

onderdelen van een joystick:
1 stuurknuppel
2 houder
3 vuurknop
4 meer knoppen
5 aan/uit
6 instelling
7 knop
8 bevestiging

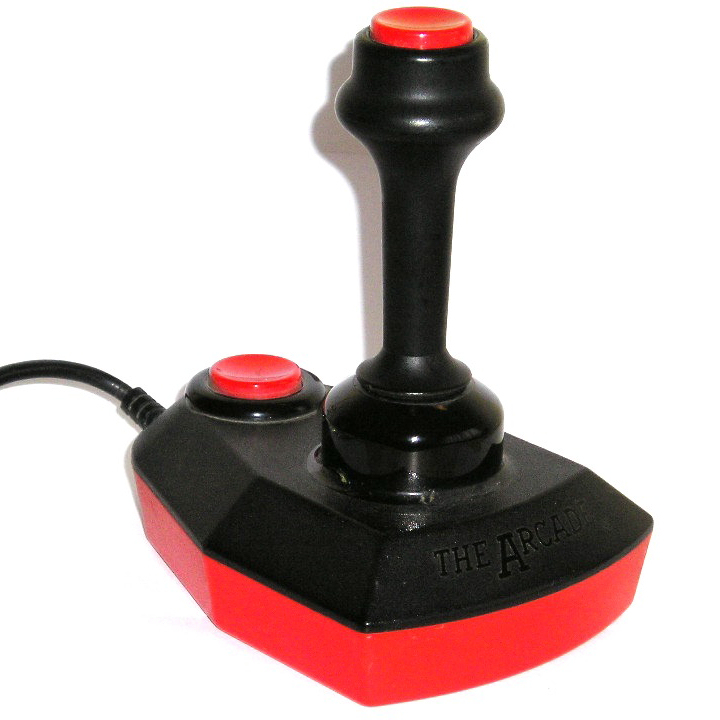
Arcade Turbo

Een joystick, van het Engelse joy, plezier, en stick, stok, is een invoerapparaat of spelbesturingsapparaat voor computers. Omdat voertuigen in toenemende mate via een computer worden bestuurd, kan een joystick ook worden gebruikt om voertuigen te besturen, bijvoorbeeld een rolstoel, of een vliegtuig.

## Techniek
Er bestaan analoge en digitale joysticks:
- analoog: de hoek waaronder wordt afgeweken van de x- en y-assen wordt gemeten. Naast richting wordt zo ook de bewegingssterkte vastgesteld.
- digitaal: de beweging in acht richtingen wordt gemeten door middel van schakelcontacten in de vier hoofdrichtingen. Alleen de richting wordt doorgegeven, niet de bewegingssterkte.

Analoge joysticks werden vooral aan de gamepoort van PC's of de muispoort van Apple-computers aangesloten. De meeste andere computerfabrikanten, zoals Atari en Commodore, gebruikten digitale joysticks. De gamepad van een spelcomputer lijkt technisch gezien sterk op een joystick. Tegenwoordig worden joysticks meestal aangesloten via een USB-poort.

## Toepassingen

### Computerspellen
In computerspellen is een joystick de stuurknuppel van een gesimuleerd vliegtuig of ruimtevaartuig, of de gashendel van een auto. Met de joystick kan een voertuig worden bediend, een personage uit een spel worden bewogen of de cursor naar een bepaalde positie worden verplaatst. De joystick bevat daarnaast drukknoppen, waaronder een vuurknop, waarmee acties kunnen worden uitgevoerd, bijvoorbeeld het afvuren van een wapen. Sommige joysticks bevatten ook schuifregelaars. Er wordt voor het besturen van computerspellen nog dikwijls gekozen voor bediening met muis en toetsenbord. 
Ook arcadespellen die vaak te vinden waren in cafés en speelhallen waren voorzien van een ingebouwde joystick om de spellen te besturen.

### Overige
Joysticks worden ook toegepast als stuurknuppel in vliegtuigen met fly-by-wire-besturing en voor de besturing van rolstoelen. Verder worden ze gebruikt voor het op afstand bedienen van wapens, robots, en hijskranen, en diverse andere toepassingen. Er bestaan prototypen van auto's die met een joystick worden bestuurd, maar in hoeverre deze techniek zich zal doorzetten is nog niet duidelijk.